# Siège de la Guadeloupe (1703)
Pour les articles homonymes, voir Siège de la Guadeloupe.
Guerre de Succession d'Espagne
Batailles
Campagnes de Flandre et du Rhin
- Landau (1702)
- Friedlingen (1702)
- Kehl (1703)
- Ekeren (1703)
- Höchstädt (1703)
- Spire (1703)
- Schellenberg (Donauworth) (1704)
- Blenheim (1704)
- Landau (1704)
- Vieux-Brisach (1704)
- Eliksem (1705)
- Ramillies (1706)
- Stollhofen (1707)
- Cap Béveziers (1707)
- Cap Lizard (1707)
- Audenarde (1708)
- Wynendaele (1708)
- Lille (1708)
- Gand (1708)
- Malplaquet (1709)
- Douai (1710)
- Bouchain (1711)
- Denain (1712)
- Bouchain (1712)
- Douai (1712)
- Landau (1713)
- Fribourg (1713)

Campagnes d'Italie
- Carpi (1701)
- Chiari (1701)
- Crémone (1702)
- Luzzara (1702)
- Verceil (1704)
- Cassano (1705)
- Nice (1705-1706)
- Calcinato (1706)
- Turin (1706)
- Castiglione (1706)
- Toulon (1707)
- Gaeta (1707)
- Cesana (1708)
- Syracuse (1710)

Campagnes d'Espagne et de Portugal
- Cadix (1702)
- Vigo (navale 1702)
- Cap de la Roque (1703)
- Gibraltar (août 1704)
- Ceuta (1704) (es)
- Málaga (1704)
- Gibraltar (1704-1705)
- Marbella (1705)
- Montjuïc (1705)
- Barcelone (1705)
- Badajoz (1705)
- Barcelone (1706)
- Murcie (1706) (es)
- El Albujón (1706) (es)
- Santa Cruz de Ténérife (1706) (en)
- Almansa (1707)
- Xàtiva (1707)
- Ciudad Rodrigo (1707) (en)
- Lérida (1707)
- Tortosa (1708)
- Minorque (1708)
- Gudiña (1709)
- Almenar (1710)
- Saragosse (1710)
- Brihuega (1710)
- Villaviciosa (1710)
- Barcelone (1713-1714)

Campagnes de Hongrie
- Saint-Gotthard (1703) (en)
- Biskupice (1704) (en)
- Smolenice (1704) (en)
- Koroncó (1704) (en)
- Zsibó (1705) (en)
- Saint-Gotthard (1705) (en)
- Trenčín (1708) (en)

Antilles et Amérique du sud
- Santa Marta (1702)
- Guadeloupe (1703)
- Nassau (1703)
- Colonia del Sacramento (1704)
- Carthagène (1708)
- Rio (1710)
- Carthagène (1711)
- Rio (1711)
- Cassard (1712)

Le siège de la Guadeloupe est une tentative avortée de capture de l'île française de la Guadeloupe en 1703 par une force anglaise sous les ordres de Christopher Codrington, pendant la guerre de Succession d'Espagne. 
Le 6 mars 1703, les anglais s'emparent de Marie-Galante pour y concentrer sa troupe afin d'attaquer la Guadeloupe. Le gouverneur Auger et Jean-Baptiste Labat en sont informés. Ils forment la 1ère compagnie des nègres, regroupement d'habitants et de militaires, qu'ils regroupent au Fort de Basse-Terre. Le 18 mars, l'escadre anglaise se présente à la Pointe du Vieux-Fort. 
La défense énergique du gouverneur de l'île, Charles Auger, l'arrivée de renforts en provenance de la Martinique et une pénurie de vivre contraignent les Anglais à lever le siège de l'île le 18 mai.

## Pertes
Le bourg de Baillif dont la Tour du Père-Labat fut détruit.

## Sources et bibliographie
- (en) Nellis M. Crouse, The French Struggle for the West Indies, 1665-1713, New York, Columbia University Press, 1943, p. 273–290
- Nouveau voyage aux isles de l'Amérique. Tome 8 de Jean-Baptiste Labat sur Gallica (Chapitre V. Ce qui se passa de part et d'autre jusqu'à l'arrivée du secours de la Martinique)